# Cleveaceae
Cleveaceae je porodica jetrenjarnica u redu Marchantiales.  Ime je dobila po rodu Clevea. Postoji 7 rodova.

## Rodovi
1. genus: Athalamia Falc.
2. genus: Clevea Lindb.
3. genus: Gollaniella Steph.
4. genus: Peltolepis Lindb.
5. genus: Sauchia Kashyap
6. genus: Sauteria Nees
7. genus: Spathysia Nees ex Trevis.